# Vesalius (cráter)

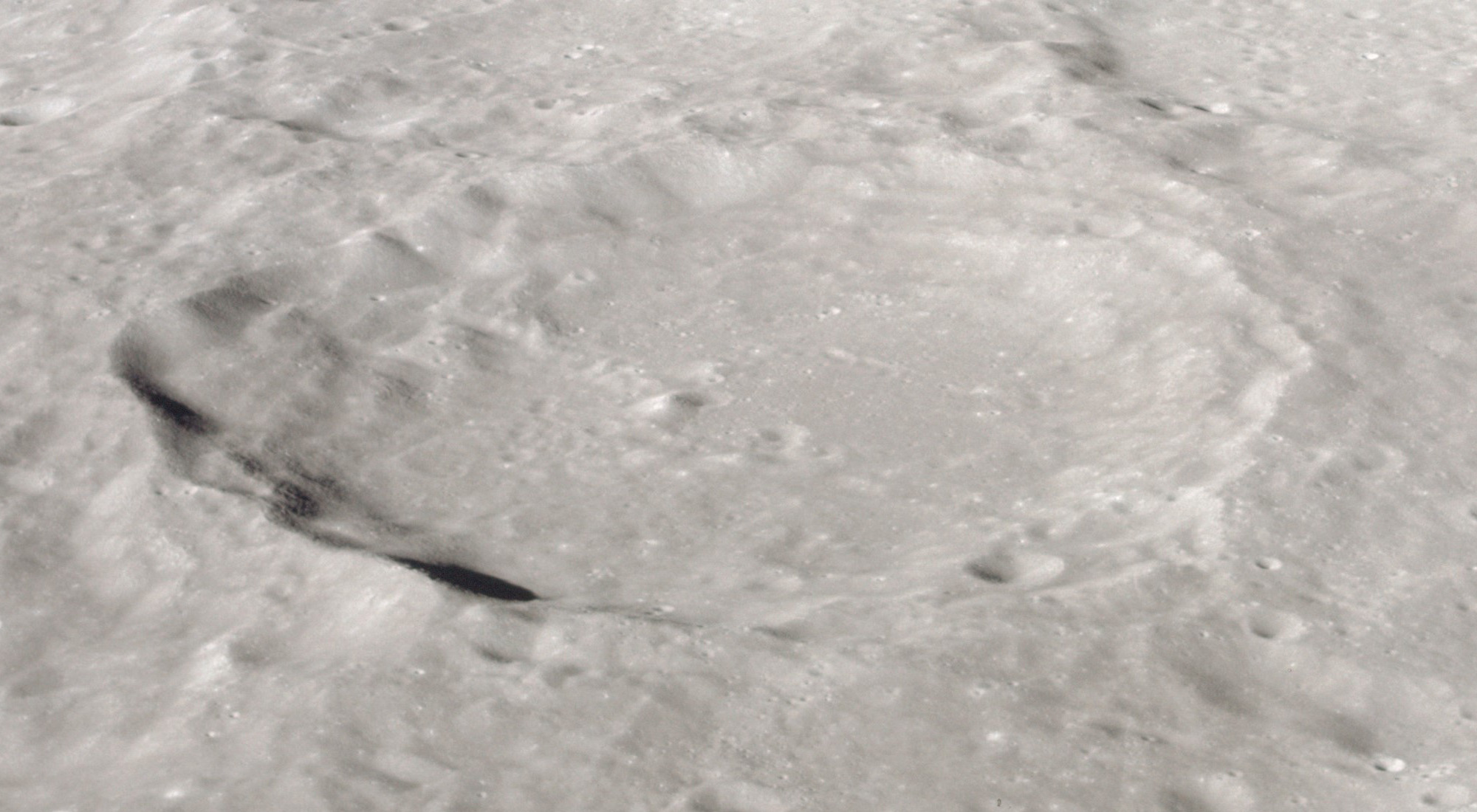
Fotografía de la misión Apolo 12

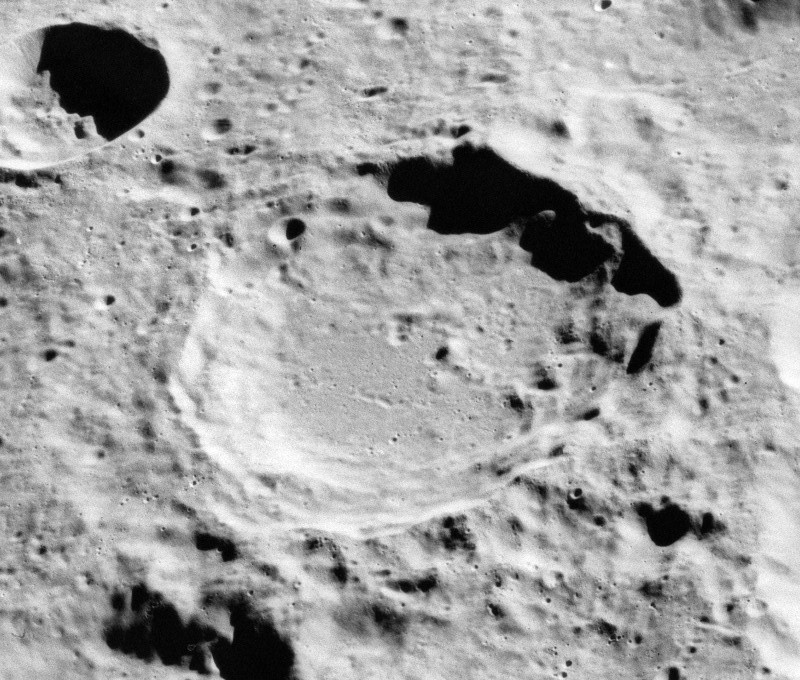
Fotografía de la misión Apolo 16

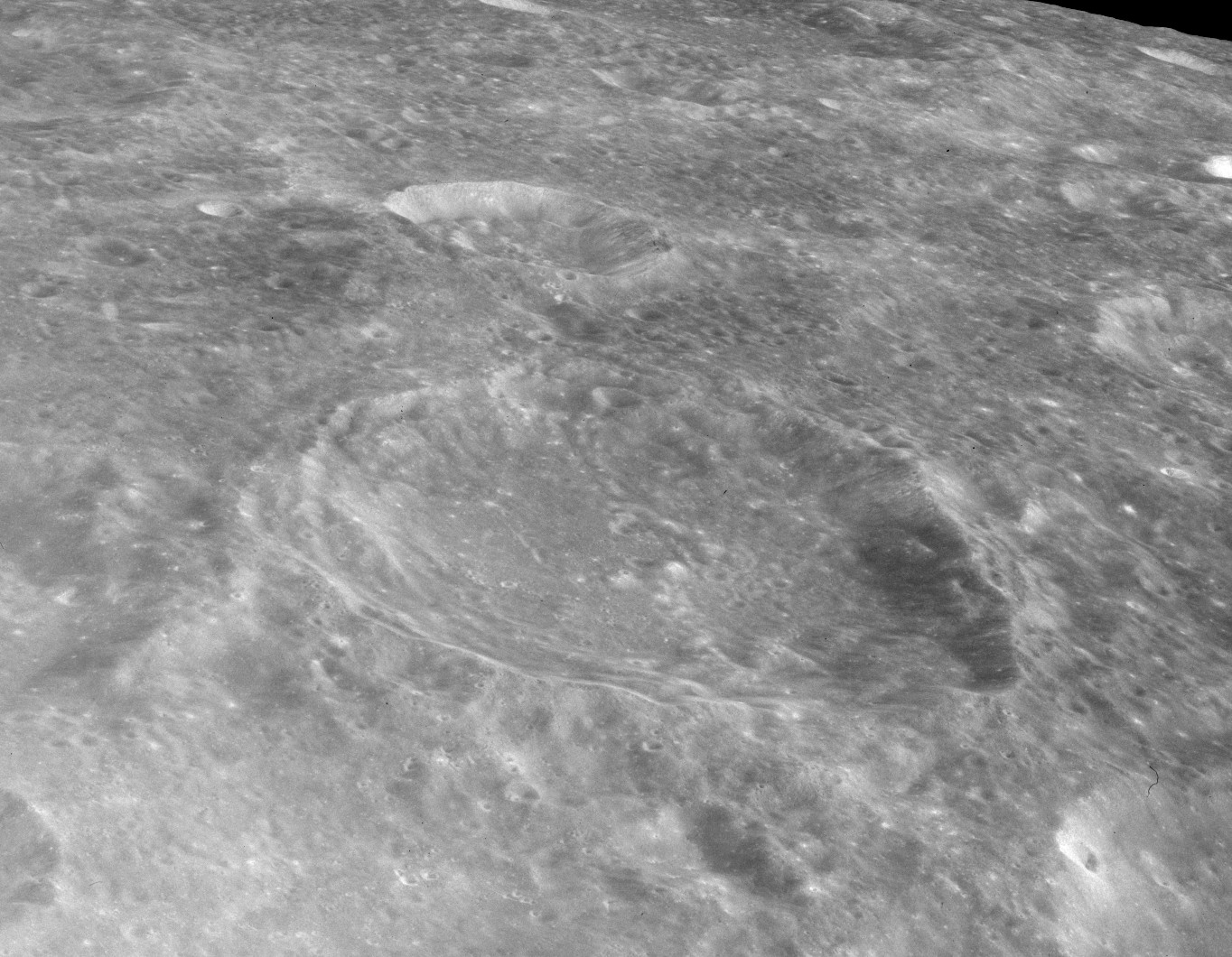
Fotografía de la misión Apolo 16

Vesalius es un cráter de impacto perteneciente a la cara oculta de la Luna, a menos de 100 kilómetros al sur del ecuador lunar. Justo al noroeste se halla el cráter ligeramente más pequeño Buisson. Más al oeste-suroeste se encuentra el prominente cráter Einthoven y más al noreste yace Abul Wáfa.
El borde exterior de Vesalius es casi circular, pero con alguna irregularidad. Presenta un abultamiento hacia el exterior en el limbo sur y un borde bajo en el extremo norte. La pared interior muestra un ligero aterrazamiento. En el suelo interior el pico central está desplazado hacia el norte, lo que sugiere que el cráter se formó por un impacto de bajo ángulo.

## Cráteres satélite
Por convención estos elementos son identificados en los mapas lunares poniendo la letra en el lado del punto medio del cráter que está más cercano a Vesalius.
|          | \| Vesalius \| Coordenadas \| Diámetro \| \| -------- \| ----------------------------- \| -------- \| \| C \| 0°48′S 116°42′E / -0.8, 116.7 \| 22 km \| \| D \| 2°12′S 116°54′E / -2.2, 116.9 \| 50 km \| \| G \| 3°42′S 117°18′E / -3.7, 117.3 \| 14 km \| \| H \| 3°54′S 119°00′E / -3.9, 119.0 \| 36 km \| \| J \| 4°48′S 119°06′E / -4.8, 119.1 \| 25 km \| \| M \| 5°42′S 114°30′E / -5.7, 114.5 \| 31 k \| |          |
| Vesalius | Coordenadas | Diámetro |
| C        | 0°48′S 116°42′E / -0.8, 116.7 | 22 km    |
| D        | 2°12′S 116°54′E / -2.2, 116.9 | 50 km    |
| G        | 3°42′S 117°18′E / -3.7, 117.3 | 14 km    |
| H        | 3°54′S 119°00′E / -3.9, 119.0 | 36 km    |
| J        | 4°48′S 119°06′E / -4.8, 119.1 | 25 km    |
| M        | 5°42′S 114°30′E / -5.7, 114.5 | 31 k     |

|  |  |